# Liste der türkischen Botschafter in Sambia
Der Botschafter leitet die Botschaft in Lusaka und ist regelmäßig bei den Regierungen in Lilongwe (Malawi) und beim Gemeinsamen Markt für das Östliche und Südliche Afrika akkreditiert.

## Geschichte
Im Juli 2010 besuchte Rupiah Banda Ankara. Die türkische Botschaft in Lusaka wurde im Februar 2011 eröffnet. Es gibt eine türkische Schule in Sambia.
| Ernennung Akkreditierung | Botschafter          | Bemerkung | Liste der Ministerpräsidenten der Türkei | Liste der Präsidenten Sambias | Posten verlassen |
| ------------------------ | -------------------- | --- | ---------------------------------------- | ----------------------------- | ---------------- |
| Feb. 2011                | Ahmed Şemseddin Arda | 1972: Abitur: Kadıköy Anadolu Lisesi, 29. September 2005–31. August 2007: Generalkonsul in Rhodos, 15. September 2007–15. September 2009: Generalkonsul in Antwerpen, | Recep Tayyip Erdoğan                     | Rupiah Banda                  |                  |